# 天国からきたチャンピオン 2002
『天国からきたチャンピオン 2002』（英: Down to Earth）は、2001年のアメリカ映画。1978年の『天国から来たチャンピオン』をワイツ兄弟の監督、クリス・ロックの主演、製作、脚本によりリメイクした作品である。

## ストーリー
天国側のミスによって早死してしまった黒人コメディアンのランスが、億万長者の老人の身体を一時的に借りて復活する。

## キャスト
※括弧内は日本語吹替
- クリス・ロック（高木渉）：ランス・バートン
- レジーナ・キング（亀井芳子）：サンティー
- チャズ・パルミンテリ（銀河万丈）：キング
- マーク・アディ（塩屋浩三）：シスコ
- ユージン・レヴィ（佐々木敏）：キーズ
- フランキー・フェイソン（宝亀克寿）：ホイットニー・ダニエルズ
- グレッグ・ジャーマン（小杉十郎太）：スクラー
- ジェニファー・クーリッジ：ウェリントン夫人
- ワンダ・サイクス
- ジョン・チョー

## サウンドトラック
1. "Glitches" - ザ・ルーツ&アメール・ラリュー
2. "Just Another Girl" - モニカ
3. "Can You Tell It's Me" - ジニュワイン
4. "What If I Was White" - スティッキー・フィンガーズ&エミネム
5. "Never Let Go" - ラフ・エンズ
6. "Someone to Love You" - 3LW
7. "Gin and Juice" - スヌープ・ドッグ
8. "With You" - ソン・バイ・フォー
9. "I Think I Like You" - ジョーダン・ブラウン
10. "Up Against the Wall" - レイジー・ボーン
11. "Dreamed You" - ジャギド・エッジ
12. "One Time" - ジル・スコット&エリック・ロバーソン
13. "Angel" - ケリー・ローランド
14. "Thug Music Play On" - ボーン・サグズン・ハーモニー
15. "Everything Is Everything" - ローリン・ヒル